# Ämbar (mått)
Ämbar är ett gammalt mellaneuropeiskt rymdmått för flytande varor som motsvarade olika volymer på olika platser. Ordet ämbar kommer från latinets amphora.